# فيل بلاك
فيل بلاك (بالإنجليزية: Phil Black) هو مراسل إخباري أسترالي في سي إن إن من لندن يغطي الأحداث حول أوروبا.

## النشأة والمسيرة
حاز فيل بلاك شهادة المرحلة الأولى الجامعية في الصحافة من كلية ماكلي في سيدني. وبدأ مسيرته المهنية مع برنامج السفر غايت واي في تشانيل ناين الأسترالية حيث عمل باحثا يساعد في التخطيط اللوجستي للطواقم التي تصور قصصا عن السفر حول العالم. بقي في القناة لخمس سنوات وعمل منتجا ولاحقا مراسلا. التحق بعد ذلك بقناة سيفن نيوز ليعمل مراسلا لمدة سبع سنوات لأكثر برنامج إخباري من حيث نسبة المشاهدة فقد غطى زلزال وتسونامي المحيط الهندي 2004 انطلاقا من سريلانكا. التحق بسي إن إن في أبريل 2007 كمراسل مستقل وغطى إطلاق النار في إحدى المدارس الفنلندية وجلسات استماع طلاق مغني البيتلز بول ماكارتني وهيذر ميلز ومحاولات الاعتداء الإرهابية في لندن والبحث عن مادلين ماكّان وجلسات استنطاق في 2007 حول مقتل الأميرة ديانا. وغطى كذلك قضية جوزيف فريتزل لزنا المحارم في النمسا. وكان جزءا من فريق سي إن إن الذي غطى حرب أوسيتيا الجنوبية 2008.

## وصلات خارجية
- السيرة الرسمية في موقع سي إن إن نسخة محفوظة 10 أغسطس 2017 على موقع واي باك مشين.